# Accanna
Accanna è un singolo dei rapper italiani Sayanbull e Guè, pubblicato il 4 novembre 2022.

## Tracce
Testi di Alex Refice, Cosimo Fini, musiche di Lorenzo Paolo Spinosa.
1. Accanna – 2:33

## Formazione
- Sayanbull – voce
- Guè – voce
- Low Kidd – produzione